# Háárec
A Háárec (héberül הארץ , szó szerint „a föld/az ország”), eredetileg Ḥadashot Ha'aretz (héber: חדשות הארץ, azaz „a föld/az ország hírei”) Izrael legrégebbi máig létező, 1918-ban alapított újságja. Egyaránt megjelenik héberül, illetve Haaretz címen angolul, berliner méretben. Angol kiadását az International New York Times című lappal együtt publikálják és árusítják. Héber és angol változata is olvasható az interneten is. Észak-Amerikában hetilap, amely a pénteki kiadás anyagait kombinálja a hét további részének összefoglalójával.   
Baloldali, liberális orgánum. 2016-ban az izraeliek 3.9 százalékához jutott el.  Az észak-amerikai Center for Research Libraries („Kutatókönyvtárak Központja”) szerint „hírlefedés és kommentár tekintetében a legbefolyásosabb és legmegbecsültebb izraeli napilap.”

## Fordítás
- Ez a szócikk részben vagy egészben  a   Haaretz című angol Wikipédia-szócikk ezen változatának fordításán alapul.  Az eredeti cikk szerkesztőit annak laptörténete sorolja fel. Ez a jelzés csupán a megfogalmazás eredetét és a szerzői jogokat jelzi, nem szolgál a cikkben szereplő információk forrásmegjelöléseként.